# Donald Pleasence
Donald Henry Pleasence (5. října 1919, Worksop, Spojené království – 2. února 1995, Saint-Paul-de-Vence, Francie) byl britský divadelní a filmový herec, mezi širokým publikem proslavený zejména americkou hororovou sérii Halloween.

## Životopis
Narodil se ve Worksopu v Nottinghamshire v Anglii do rodiny železničáře. Už jako malý měl v oblibě recitaci. Po maturitě se dostal na Royal Academy of Dramatic Art, ale protože nedosáhl na stipendium, na školu chodit nemohl. Začal tedy pracovat také na dráze jako přednosta železniční stanice, a po roce a půl získal angažmá v divadle jako herec a manažer. Časem se mu povedlo stát se profesionálním hercem, což uplatnil v roce 1939 ve své první premiéře v novele Wuthering Heights. Svůj úspěch měl v plánu dále rozvinout, ale vše překazila válka.
Během ní pracoval jako dřevorubec, a později i pilot a navigátor bombardéru RAF. Po jednom sestřelení byl zajat a strávil rok v německém zajateckém táboře. Po válce se Donald vrátil zpět k herectví. Svůj talent tak dál uplatňoval např. v dramatech Večer tříkrálový aneb Cokoli chcete, Antonius a Cleopatra, Julius Caesar a mnoho dalších.
Od poloviny 50. let se objevoval i před kamerou, účinkoval v řadě filmů řazených do éry Free Cinema a stal se velmi obsazovaným hercem. Typickým se stal démonický pohled jeho chladných modrých očí a časná pleš, pro niž často hrál různé doktory, profesory apod.
Mezi jeho nejslavnější role se zařadil hlavní antagonista Blofeld v bondovce Žiješ jenom dvakrát; pro tuto roli byl produkcí zvažován i Jan Werich. Dále si zahrál např. v řadě hvězdně obsazených válečných filmů (Velký útěk, Orel přistál), v Lucasově sci-fi THX 1138, vraha v jednom díle seriálu Columbo, a parodickou polohu svého typu předvedl v komedii Jestli se rozzlobíme, budeme zlí.
Roku 1978 pak přijal hlavní roli psychiatra dr. Loomise v nízkorozpočtovém hororu Halloween, z nějž se stal kultovní fenomén a mnohadílná série, která přinesla Pleasenceovi asi největší proslulost. S výjimkou třetího dílu si zahrál ve všech až po Halloween VI: Prokletí Michaela Myerse, dokončený a uvedený až po jeho smrti.
Je jedním ze zakladatelů společnosti Glasshouse Productions. Byl čtyřikrát ženatý a měl pět dětí, z nichž Angela Pleasence se také stala herečkou.